# Antoine Louis

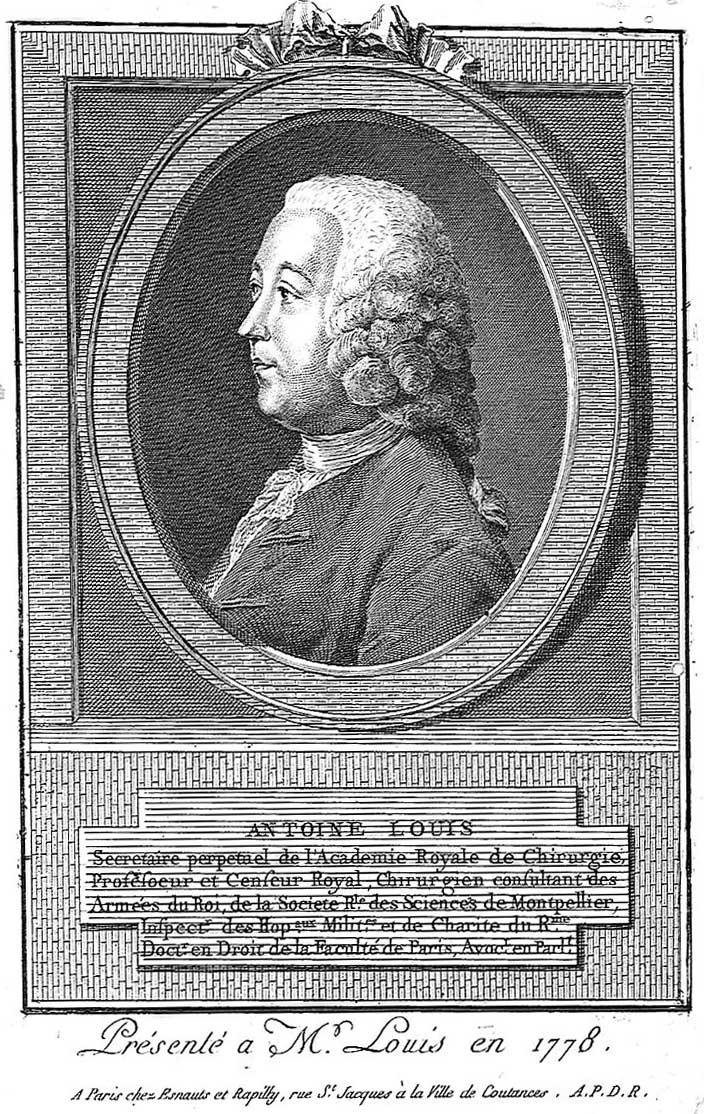
Antoine Louis (1723–1792)

Antoine Louis (* 13. Februar 1723 in Metz; † 20. Mai 1792 in Paris) war ein französischer Chirurg, Gerichtsmediziner und Enzyklopädist.

## Leben und Wirken

Memoire contre la legitimite des naissances pretendues tardives, 1764

Louis wurde von seinem Vater, der Arzt am Militärhospital in Metz war, in der Chirurgie ausgebildet. Er ging dann nach Paris, wo er am Nervenkrankenhaus Hôpital Salpêtrière diente. 1743 trat er als Chirurg in ein Regiment ein und erhielt durch Concurs die Stelle eines „Gagnant-mitrise“ in der Salpetriere. In den Jahren 1744 bis 1746 wurde er durch seine Beteiligung an Preisschriften der Akademie der Chirurgie in der Fachwelt bekannt. 1746 wurde er Mitglied der Akademie der Chirurgie, Académie Royale de Chirurgie (1731) (siehe Académie nationale de Médecine). Die Académie Royale de Chirurgie wurde am 18. Dezember 1731 in den Räumlichkeiten des Louvre gegründet. An der Herausgabe der Mémoires de l'Académie royale de chirurgie war er maßgeblich beteiligt, so edierte Louis insgesamt vier von fünf Bänden.
Seine ersten Schriften waren ein Programm Cours de chirurgie pratique sur les plaies d‘ armes a feu (1746) und Observations sur l‘ electricite […] avec des remarques sur son usage (1747). Durch seine lebhafte Anteilnahme an den Streitigkeiten zwischen den Ärzten und Chirurgen wurden mehrere seiner, namentlich gegen den Professor Combalusier gerichteten Schriften (so la subordination des chirurgiens aux médecins) hervorgerufen.
Es folgten dann Observations et remarques sur le virus cancereux etc. (1748) und, was seit 100 Jahren beim Collegium der Chirurgen nicht dagewesen war, eine lateinische Dissertation Positiones anatomicae et chirgicae de vulnerbis capitis, quas praes. Salv. Morand, tueri conabitur etc (1749), mit der er Maitre en Chirurgie wurde. Er wurde daraufhin zum Professor der Physiologie ernannt und lehrte als solcher 40 Jahre lang. Louis erhielt 1757 die Stelle eines Chirurgen an der Charite, gab aber infolge von Zwistigkeiten mit den dieses Hospital verwaltenden Brüdern auf und wurde 1760 Chirurgien-major consultant der Armee am Oberrhein, mit der er zwei Feldzüge mitmachte. 1764, nach dem Rücktritt von Jean François Clément Morand, wurde er zum immerwährenden Sekretär der Akademie ernannt, womit für ihn eine ganz außerordentliche, auch literarisch bedeutende Tätigkeit begann.
In der Anatomie findet sich ihm zu Ehren eine Bezeichnung, so für den Angulus sterni oder auch Angulus Ludovici, bzw. Louis-Winkel. So existiert zwischen Manubrium und Corpus sterni (siehe Brustbein) ein Winkel der das obere und untere Mediastinum voneinander abgrenzt.
Abgesehen von einer Reihe kleinerer, in den Jahren 1749 bis 1768 anfallenden Arbeiten, die sich mit dem Steinschnitt, erblichen Krankheiten, den sicheren Todeszeichen, venerischen Krankheiten und deren Behandlung, der Frage, ob Mord oder Selbstmord bei Erhängten, der Legitimität angeblich spät geborener Kinder beschäftigen, so wie mehrere Gedächtnisreden, waren größere Werke das mit Sue zusammen bearbeitete Recueil d‘ observations d‘ anatomie et de chirurgie, pour servir de base a la theorie des plaies de tete par contrecoup (1768). Ferner eine Übersetzung von Hermann Boerhaaves chirurgischen Aphorismen (7 vol., 1768), die Herausgabe eines Dictionnaire de chirurgie (2 vol., 1772) und der Oeuvres diverses de chirurgie (2 vol., 1788), zu denen, außer einer Anzahl kleinerer Abhandlungen, noch gegen 3 Dutzend Aufsätze in den Mémoires de l' Acad. roy. de chir. (Tomus II—V) und eine weitere Anzahl im Journal de médecine über die verschiedensten chirurgischen und gerichtlich-medizinischen Gegenstände hinzukamen.
In dem Roman Jacques le fataliste et son maître lobte ihn Denis Diderot als Militärarzt, darüber hinaus war er ein produktiver Autor der Encyclopédie. Er verfasste etliche Artikel zu den Themen der Anatomie und Medizin. Auch an der Encyclopédie d’Yverdon eine der Nachfolgeausgaben des Originals, hier von Fortunato Bartolomeo De Felice (1723–1789) hatte er mitgewirkt.
Alles in sehr elegantem, klaren und durchsichtigen Stil geschrieben. Auch hinterließ er bei seinem Tode noch 24 Pakete mit Manuskripten. Louis war einer der geistvollsten Chirurgen des 18. Jahrhunderts. Von wahrem Enthusiasmus für seine Kunst und Wissenschaft erfüllt, ein scharfer und logischer Denker, mehr Schriftsteller als Praktiker, hat er einige nützliche Instrumente erfunden oder verbessert. Den größten Nutzen aber hat er durch seine langjährige Tätigkeit bei der Acad. roy. de chir. geleistet, indem er mit seltenem Verständnis die Verhandlungen dieser Körperschaft zu leiten und dieselben für die Lösung von zahlreichen schwierigen Fragen, aus dem Gebiete der Chirurgie sowohl als der gerichtlichen Medizin, nutzbar zu machen verstand. Auch war er der berufene, beredte und unparteiische Biograph der zu seiner Zeit verstorbenen berühmten Chirurgen. Im Juni 1791 wurde Antoine Louis von der Nationalversammlung, Assemblée nationale beauftragt ein – nach der Reform des Strafrechts – einheitliches und effektives Verfahren effet d'une simple mécanique für die Hinrichtung, peine de mort zu entwerfen.
Noch kurze Zeit vor seinem Tode hatte er sich, zusammen mit Joseph-Ignace Guillotin, an der Konstruktion der den Namen des Letzteren tragenden Hinrichtungsmaschine beteiligt und ein Avis motive sur le mode de décollement (Moniteur universel, 1792) abgegeben. Man nannte seine erste Konstruktion ihm zu Ehren louisette oder auch louison. Die erste Konstruktion wurde mit dem Handwerker Tobias Schmidt unter Mitwirkung des Scharfrichters Charles-Henri Sanson geschaffen. Die ersten Tests der Hinrichtungsmaschine fanden am 17. April 1792 statt, sie befand sich im Innenhof des Krankenhauses Bicêtre, man nutzte lebende Schafe und mehrere Leichen als Testobjekte. Das Ergebnis war zufriedenstellend, aber man modifizierte die ursprüngliche Klingenform und ersetzte diese durch eine dreieckige Form.

## Weblink
- Whonamedit? Ein Wörterbuch der medizinischen Eponyme (französisch)